# Lekas
Lekas è una frazione del comune di Coriza in Albania (prefettura di Coriza)
Fino alla riforma amministrativa del 2015 era comune autonomo, dopo la riforma è stato accorpato, insieme agli ex-comuni di Coriza, Drenovë, Mollaj, Qendër Bulgarec, Vithkuq, Voskop e Voskopoja a costituire la municipalità di Coriza.

## Località
Il comune era formato dall'insieme delle seguenti località:
- Leaks
- Marian
- Gjonbabas
- Gurmujas
- Shkozan
- Xerje
- Tubas
- Gjergjevice
- Lavdar
- Brozdoverc
- Mazrek
- Popovin